# Sudislavice
Sudislavice (Duits: Sudislawitz) is een Tsjechische plaats in de gemeente Čechtice, regio Midden-Bohemen, en maakt deel uit van het district Benešov. Het dorp ligt op 2 kilometer afstand van Čechtice.
Sudislavice telt 3 inwoners (2021).

## Geschiedenis
De eerste schriftelijke vermelding van het dorp dateert van 1386.
In 1960 werd Sudislavice, samen met Čechtice, ingedeeld bij het district Benešov.

## Verkeer en vervoer

### Autowegen
Er leidt een regionale weg naar het dorp.

### Spoorlijnen
Er is geen station in Sudislavice. Het dichtstbijzijnde station is in Zdislavice, op zo'n dertien kilometer afstand. Dat station ligt aan de spoorlijn van Benešov naar Vlašim.

### Buslijnen
Er is geen bushalte in het dorp. De dichtstbijzijnde bushaltes zijn in Malá Paseka en Staré Práchňany, beide op zo'n twee kilometer afstand:
| Halte                     | Lijn(en)    | Traject(en)                                                       | Vervoerder(s)                          |
| ------------------------- | ----------- | ----------------------------------------------------------------- | -------------------------------------- |
| Čechtice, Malá Paseka     | 406 847 850 | Pelhřimov - Praag-Roztyly Čechice - Čáslavsko Čechtice - Humpolec | CŠAD Benešov CŠAD Benešov CŠAD Benešov |
| Čechtice, Staré Práchňany | 847         | Čechice - Čáslavsko                                               | CŠAD Benešov                           |

## Bezienswaardigheden
- Monumentale klokkentoren

## Galerij

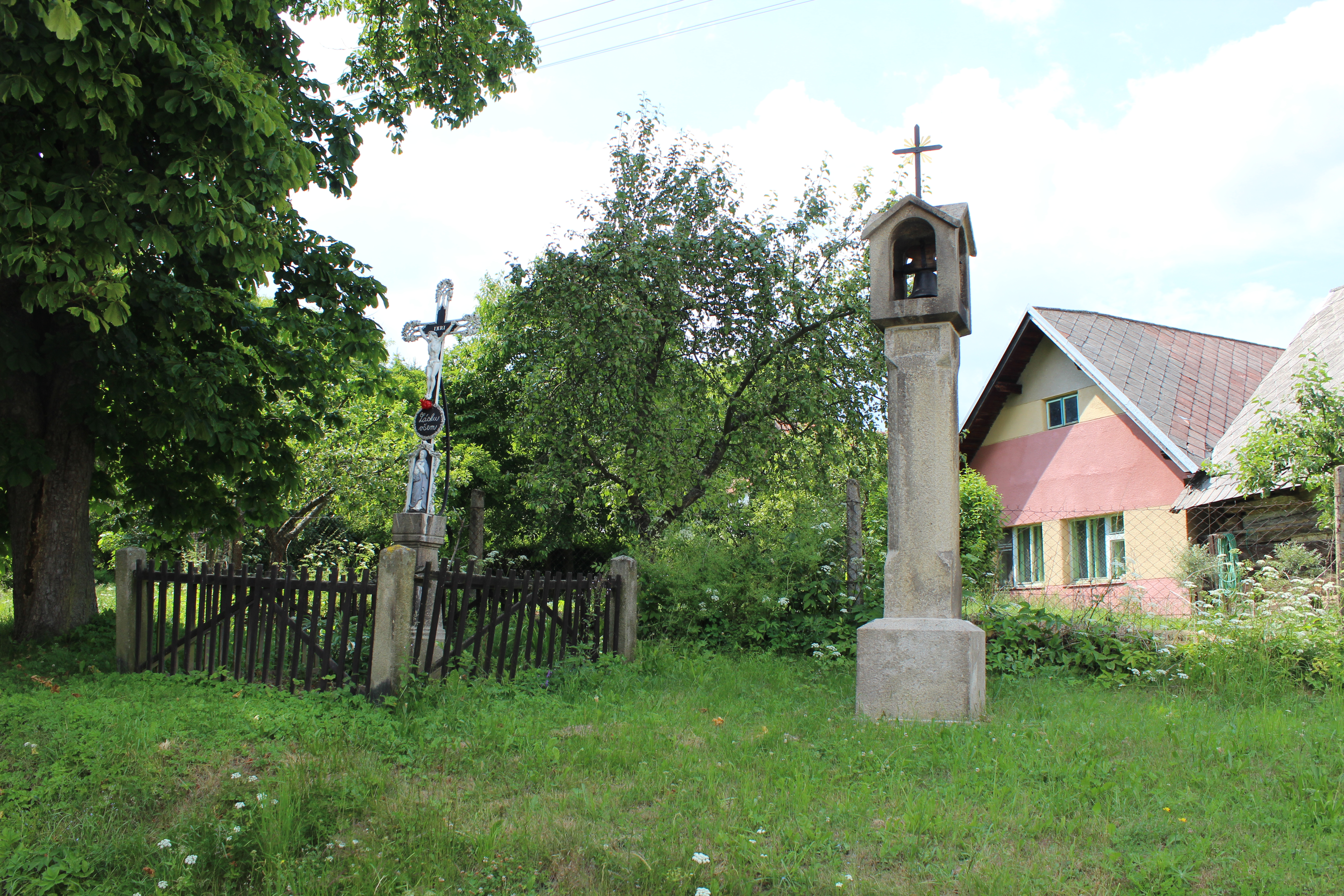
Klokkentoren (2014)
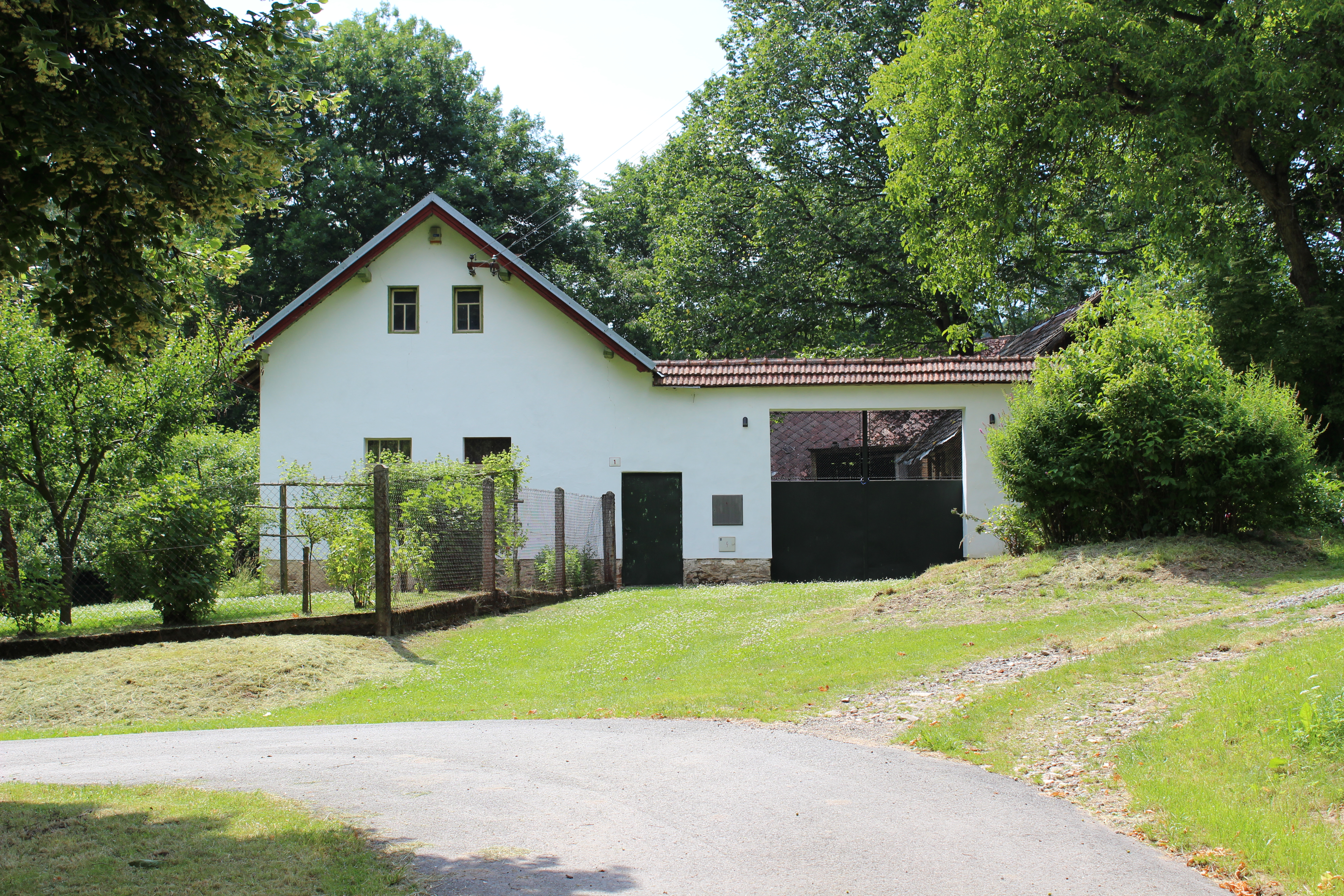
Huis in het dorp (2014)
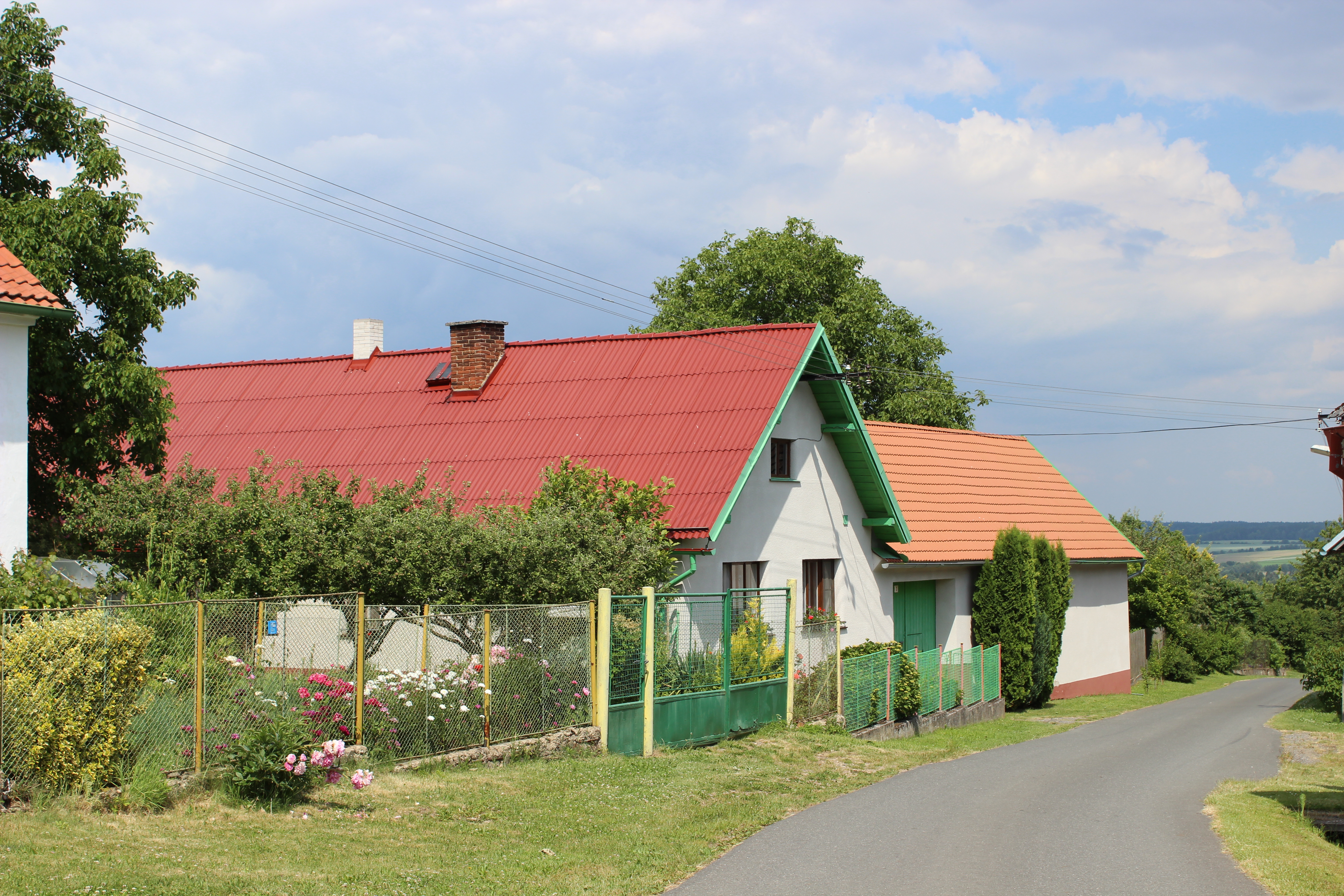
Huis in het dorp (2014)